# Семилетка (Советский район)
Семилетка — посёлок в Советском районе Алтайского края. Входит в состав Урожайного сельсовета.

## География
Посёлок расположен на реке Первая Кокша, в 2 км к юго-западу от центра сельского поселения села Урожайное.

## Население
| 1997 | 1998 | 1999 | 2000 | 2001 | 2002 |
| ---- | ---- | ---- | ---- | ---- | ---- |
| 526  | ↘518 | ↗519 | ↘511 | ↘487 | ↗505 |
| 2003 | 2004 | 2005 | 2006 | 2007 | 2008 |
| ↘469 | ↗490 | ↗500 | ↘499 | ↘470 | ↗472 |
| 2009 | 2010 | 2011 | 2012 | 2013 |      |
| ↘464 | ↘427 | ↘423 | ↘414 | ↗429 |      |

Национальный состав
Согласно результатам переписи 2002 года, в национальной структуре населения русские составляли 95 %.